# Actineria
Actineria is een geslacht van zeeanemonen uit de klasse van de Anthozoa (bloemdieren).

## Soorten
- Actineria dendrophora Haddon & Shackleton, 1893
- Actineria villosa Quoy & Gaimard in de Blainville, 1830